# آودون غوجو
 اودون غوجو  (بالفارسية: آودُون غُوچو، بالإنجليزية: Awdoon Ghuchoo )،  آودُون غُوجُو  أو «عين غُوجُو» وتعني «عين غزال» من أشهر العيون المائية في ناحية كوخرد، في ناحية كوخرد في مقاطعة بستك في غرب محافظة هرمزگان في جنوب إيران.
تقع عين غُوجُو فوق مستوى وادي سد جابر ومستنقع لمبير ملكي وهو مستنقع مائي كبير في جنوب ناحية كوخرد خلف سد جابر في منطقة جبال جنوب كوخرد، تقع هذا المستنقع اسفل جبل بر رجرجو ضمن سلسلة الجبال الجنوب تابعة لناحية كوخرد  (بالفارسية: بخش كوخرد)  من توابع مقاطعة بستك في مدينة كوخرد.

## سبب التسمية
سيمت بذلك لأنها كانت موطن الظباء في الأزمنة الغابرة، وكانت قطعان الظباء والغزلان تروى من هذا العين العظيم، يقال يوماً ما وفي الأيام الصيف الاهب حيث الحرارة الشديدة يتوجه قطيع الغزلان إلى عين ماء للتروية، ويسقط ذكر الغزال الكبير في الماء ولم يستطع الخروج، وبعد أيام اكتشف جثة ذكر الغزال أو (غُوچ) حيث التسمية هناك بالغزال الكبير أو (ذكر الغزال) في عين الماء، لذلك تسمى العين بـ (آودُون غُوجُو) أي «عين الغزال».
الينبوع أي العين هو نقطة تدفّق المياه الجوفية خارج الأرض، حيث يقابل سطح الطبقة الجوفية السطح الأرضي. معتمد على مصدر مائي ثابت (مثل تغلغل المطر أو ذوبان الجليد تحت الأرض)، قد يكون الينبوع عابراً (متقطّعاً)، أو دائماً (مستمراً). خروج الماء من الينبوع الارتوازي قد يرتفع أعلى من قمة الطبقة الجوفية الذي يصدر منه. عندما يخرج الماء من الأرض، قد تتشكّل بركة أو تل في الجداول السطحيّة.

## العيون الجوفية في كوخرد
أشهر عيون طبيعية في ناحية كوخرد:
عين الضباع، عيد برد زرد، عين دلخه آودون، عين ثلاثة عشر، عين كري باصير، عين كنخور، عين غوجو، عين جابه، عين بابير، عين سرابرده، عين كردو، عين سدر، عين كرى همبرو، عين فاتو، عين آودونه على، عين جائي، عين بوتنه، عين جكو، عين جليب ملك، عين الفحل، عين جكه شره، عين آودون ملاء، عين بر رجرجو.
العيون هي فتحات طبيعية في قشرة الأرض تخرج منها المياه تلقائياً من جوف الأرض دون ان تكون هناك حاجة إلى رفعها، وهي واسعة الانتشار في المنطقة الجبلية من أراضي ناحية كوخرد، وذلك لكثرة الشقوق والانكسارات التي تمزق التكوينات الصخرية التي تتكون منها الجبال، وخاصة
الجبال الجنوبية لناحية كوخرد حيث توجد بها عدد كبير من العيون العذبة.

## وصلات خارجية
- التقسيمات الادارية لمحافظة هرمزگان